# Chelodina expansa
Chelodina expansa – gatunek żółwia z rodziny matamatowatych (Chelidae) i podrzędu żółwi bokoszyjnych.

## Występowanie i siedlisko
Żółw ten występuje w całym dorzeczu rzeki Murray w południowo-wschodniej Australii. Szereg odrębnych populacji występuje również na obszarach przybrzeżnych i środkowych stanu Queensland.
Chelodina expansa występuje głównie w nieprzezroczystych wodach o głębokości powyżej trzech metrów. Jest to głównie żółw rzeczny, zamieszkujący na ogół stałe cieki wodne, ale występuje także w starorzeczach, stawach na terenach zalewowych, rozlewiskach i bagnach. Żółw ten zamieszkuje środowiska niezmienione działalnością człowieka, w których występuje roślinność umożliwiająca budowę gniazd. Preferuje siedliska, w których występują zanurzone kłody, systemy korzeniowe i obumarłe drzewa.

## Wygląd
Żółw ten ma szeroką, owalną i spłaszczoną skorupę o długości około 50 cm. Długość pancerza jest zazwyczaj większa u samic niż u samców. Żółw ma karapaks w kolorze intensywnie brązowym do czarnobrązowego, zazwyczaj z drobnymi ciemnymi plamkami, oraz plastron w kolorze białawym lub kremowym. Głowa szeroka i krótka. Rozciągnięta szyja może być dłuższa niż pancerz.

## Zachowanie
Gatunek ten jest przeważnie aktywny od wiosny (październik) do wczesnej jesieni (kwiecień). W chłodniejszych miesiącach zimowych gatunek ten ma tendencję do ograniczenia ruchu i żerowania. Opisano, że Chelodina expansa wykonuje również ruchy głowy i samopielęgnację.
Chelodina expansa większość czasu spędza w wodzie. W okresach niskiego poziomu wody przemieszcza się po lądzie w poszukiwaniu innych źródeł wody. Żółw może również zakopać się w błocie i wejść w dłuższe okresy estywacji, aż do wystąpienia deszczu i wzrostu poziomu wody.

## Rozmnażanie
Żółw gniazduje zwykle podczas australijskiej jesieni lub wczesnej zimy, gdy temperatura gleby spada. Czasami gniazduje także wiosną. Chociaż samica tego gatunku przemieszcza się w odległości do jednego kilometra od brzegu, aby złożyć jaja, zwykle zdarza się, że składa jaja w promieniu 100 m od brzegu wody. Wzdłuż rzeki Murray gniazda często budują na szczytach piaszczystych grzbietów. Podczas gnieżdżenia się jesienią temperatura w gnieździe początkowo spada, a następnie pozostanie niska w okresie zimowym, po czym powoli rośnie wiosną, aż do osiągnięcia maksymalnej temperatury latem.
Samica buduje gniazdo, wykopując tylnymi nogami dół na głębokość około 20 cm. Następnie składa od 5 do 28 jaj, po czym zasypuje gniazdo ziemią. Żółwie te zakładają gniazda o każdej porze dnia i nocy, zwykle, gdy pada deszcz. Żółwie wybierają miejsca na gniazda, które są bardziej nasłonecznione. Miejsca na gniazda są często umiejscowione daleko od brzegu wody, co jest postrzegane jako strategia behawioralna mająca na celu zminimalizowanie ryzyka zalania gniazd.
Młode są narażone na wiele zagrożeń. Inkubacja jest wyjątkowo długa ze względu na powolny rozwój embrionalny, trwa średnio od 324 do 360 dni. Rozwój jest również opóźniony, gdy zarodek wchodzi w dwa różne okresy diapauzy Diapauza pierwotna występuje u samicy przed złożeniem jaj. Ta forma diapauzy polega na zatrzymaniu rozwoju zarodka przed złożeniem jaj i występuje u wszystkich żółwi. Diapauza wtórna jest wywoływana spadkiem temperatury w gnieździe i następuje po wznowieniu wzrostu embrionalnego w gnieździe. Młode wylęgają się zazwyczaj wiosną. Po wykluciu młode pozostają w gnieździe w oczekiwaniu na ulewny deszcz, który umożliwi im wydostanie się na powierzchnię ziemi. Gleba otaczająca gniazdo, która podczas długiej inkubacji staje się ubita i stosunkowo twarda, jest zmiękczana przez deszcze i pozwala młodym żółwiom przekopać się przez zmiękczoną glebę.

## Dieta
Żółw ten jest całkowicie mięsożerny. Żeruje głównie na żabach, skorupiakach, owadach wodnych i małych rybach.

## Drapieżniki
Głównym zagrożeniem dla gniazd tego gatunku są introdukowane lisy rude i kruki. Drapieżnictwo lisów w gniazdach wzdłuż rzeki Murray przekracza 93%, co oznacza, że stosunek ilości młodych żółwi do starzejącej się populacji jest niewielki. Ponieważ żółwie są zwierzętami długowiecznymi, a na wolności nadal powszechnie widuje się osobniki dorosłe, może to prowadzić do fałszywego przekonania, że populacja nie jest zagrożona. Głównym zagrożeniem dla gatunku jest drapieżnictwo gniazd, jednak uważa się, że żółw potrafi rozpoznać drapieżniki na podstawie bodźców węchowych i wizualnych. Podczas podróży drogą lądową do wody młode stawiają czoła różnorodnym drapieżnikom. Wiele młodych żółwi ginie również z powodu odwodnienia, jeśli nie dotrą do wody na czas, a niektóre giną podczas próby przechodzenia przez drogi. Gdy dotrą do wody, mogą zostać zjedzone przez ryby i inne drapieżniki wodne.

## Choroby
Żółw ten jest zagrożony obecnością pasożytniczych płazińców z gatunków Dingularus pearsoni i D. megapharynx. Przywry te żyją w jelitach Chelodina expansa.